# 山本琢也 (格闘家)
山本 琢也（やまもと たくや、1994年3月8日 - ）は、日本の男性総合格闘家。千葉県出身。パラエストラ千葉所属。第2代GRACHANライト級王者。第3代GRACHANフェザー級王者。元GRACHAN2階級王者。

## 来歴
地元千葉のアマチュア大会で2連勝したのち、2013年11月23日に第20回全日本アマチュア修斗選手権のウェルター級（70kg）に出場。決勝で仲山貴志と対戦し、腕ひしぎ十字固めで一本勝ちを収め優勝を果たした。

### GRACHAN
2014年11月30日、GRACHAN 15でプロデビューを果たして野副忠佑と対戦し、1RTKO勝ち。
2018年9月9日、GRACHAN 36のGRACHANライト級王座決定戦として岸本泰昭と対戦し、3-0の判定勝ちを収め、王座獲得に成功した。
2019年12月22日、GRACHAN 42×GLADIATOR 011のGRACHANライト級タイトルマッチで挑戦者の植田豊と対戦し、グラウンドパンチで2RTKO勝ちを収め、王座の初防衛に成功した。
2020年12月6日、GRACHAN 46のGRACHANフェザー級王座決定戦で鍵山雄介と対戦し、2RTKO勝ちを収め、フェザー級王座獲得と共に2階級同時制覇を達成した。
2022年6月29日にGRACHANフェザー級王座を返上。
2022年8月13日にGRACHANライト級王座を返上した。

### RIZIN
2021年10月24日、RIZIN初出場となったRIZIN.31で白川陸斗と対戦し、序盤は優勢だったが、右フックを受けてサッカーボールキックで1RKO負けを喫した。
2023年5月6日、RIZIN.42で第2代Fighting NEXUSフェザー級王者の横山武司と対戦し、アームバーで1R一本負け。なお、前日計量において山本が契約体重を1.6kg超過したため、対戦相手の横山が勝利した場合のみ公式記録となり、山本にレッドカード提示による減点（50%減）のペナルティが与えられた状態から試合が行われた。
2024年10月5日、POUNDOUT 1に出場し、元HEATライト級王者の岡野裕城と対戦し、右ストレートでダウンを奪うと追撃のパウンドで1R TKO勝ち。

## 戦績

### プロ総合格闘技
| 総合格闘技 戦績 | 総合格闘技 戦績 | 総合格闘技 戦績 | 総合格闘技 戦績 | 総合格闘技 戦績 | 総合格闘技 戦績 | 総合格闘技 戦績 |
| --------------- | --------------- | --------------- | --------------- | --------------- | --------------- | --------------- |
| 13 試合         | (T)KO           | 一本            | 判定            | その他          | 引き分け        | 無効試合        |
| 9 勝            | 6               | 0               | 3               | 0               | 1               | 0               |
| 3 敗            | 1               | 1               | 0               | 1               | 1               | 0               |

| 勝敗 | 対戦相手           | 試合結果                                                   | 大会名                                                     | 開催年月日     |
| ○    | 岡野裕城           | 1R 1:07 TKO                                                | POUNDOUT 1                                                 | 2024年10月5日  |
| ×    | 横山武司           | 1R 1:24 アームバー                                         | RIZIN.42                                                   | 2023年5月6日   |
| ○    | 山本健斗デリカット | 2R 0:27 TKO（左フック→パウンド）                           | PROFESSIONAL SHOOTO 2023 開幕戦                            | 2023年1月15日  |
| ×    | 白川陸斗           | 1R 3:48 TKO（サッカーボールキック）                        | RIZIN.31                                                   | 2021年10月24日 |
| ○    | 鍵山雄介           | 2R 0:59 TKO                                                | GRACHAN 46 【GRACHANフェザー級王座決定戦】                 | 2020年12月6日  |
| ○    | 植田豊             | 2R 4:34 TKO（グラウンドパンチ）                            | GRACHAN 42×GLADIATOR 011 【GRACHANライト級タイトルマッチ】 | 2019年12月22日 |
| ○    | 岸本泰昭           | 3R終了 判定3-0                                             | GRACHAN 36 【GRACHANライト級王座決定戦】                   | 2018年9月9日   |
| ○    | 長岡弘樹           | 2R終了 判定3-0                                             | GRACHAN 34                                                 | 2018年2月25日  |
| ○    | 近藤秀人           | 2R終了 判定2-0                                             | GRACHAN 26                                                 | 2016年12月12日 |
| ○    | 阿部右京           | 1R 2:45 TKO                                                | GRACHAN 22                                                 | 2016年2月28日  |
| ×    | 林完               | 1R 4:42 失格（グラウンド状態での頭部への膝蹴りによる反則） | GRACHAN19                                                  | 2015年9月19日  |
| △    | 近藤秀人           | 2R終了 判定1-0                                             | GRACHAN 16                                                 | 2015年3月29日  |
| ○    | 野副忠佑           | 1R 2:20 TKO                                                | GRACHAN 15                                                 | 2014年11月30日 |

### アマチュア総合格闘技
| 勝敗 | 対戦相手         | 試合結果                 | 大会名                                                    | 開催年月日     |
| ○    | 仲山貴志         | 2R 2:52 腕ひしぎ十字固め | 第20回全日本アマチュア修斗選手権 【ウェルター級 決勝】    | 2013年11月23日 |
| ○    | 岡康二           | 1R終了 判定3-0           | 第20回全日本アマチュア修斗選手権 【ウェルター級 準決勝】  | 2013年11月23日 |
| ○    | 高松哲也         | 1R終了 判定3-0           | 第20回全日本アマチュア修斗選手権 【ウェルター級 第2回戦】 | 2013年11月23日 |
| ○    | 稲田真樹         | 1R終了 判定3-0           | 第20回全日本アマチュア修斗選手権 【ウェルター級 第1回戦】 | 2013年11月23日 |
| ○    | ブラック・コンバ | 1R 2:48 腕十字           | THE LUMBERJACK 第2回大会 【MMA部門 第7試合】              | 2012年10月7日  |
| ○    | 奥津和志         | 1R TKO                   | THE LUMBERJACK 第1回大会 【MMA部門 第6試合】              | 2012年5月20日  |

## 獲得タイトル
- 第20回全日本アマチュア修斗選手権 ウェルター級 優勝（2013年）
- 第2代GRACHANライト級王座（2018年）
- 第3代GRACHANフェザー級王座（2020年）